# Taffelberget 7

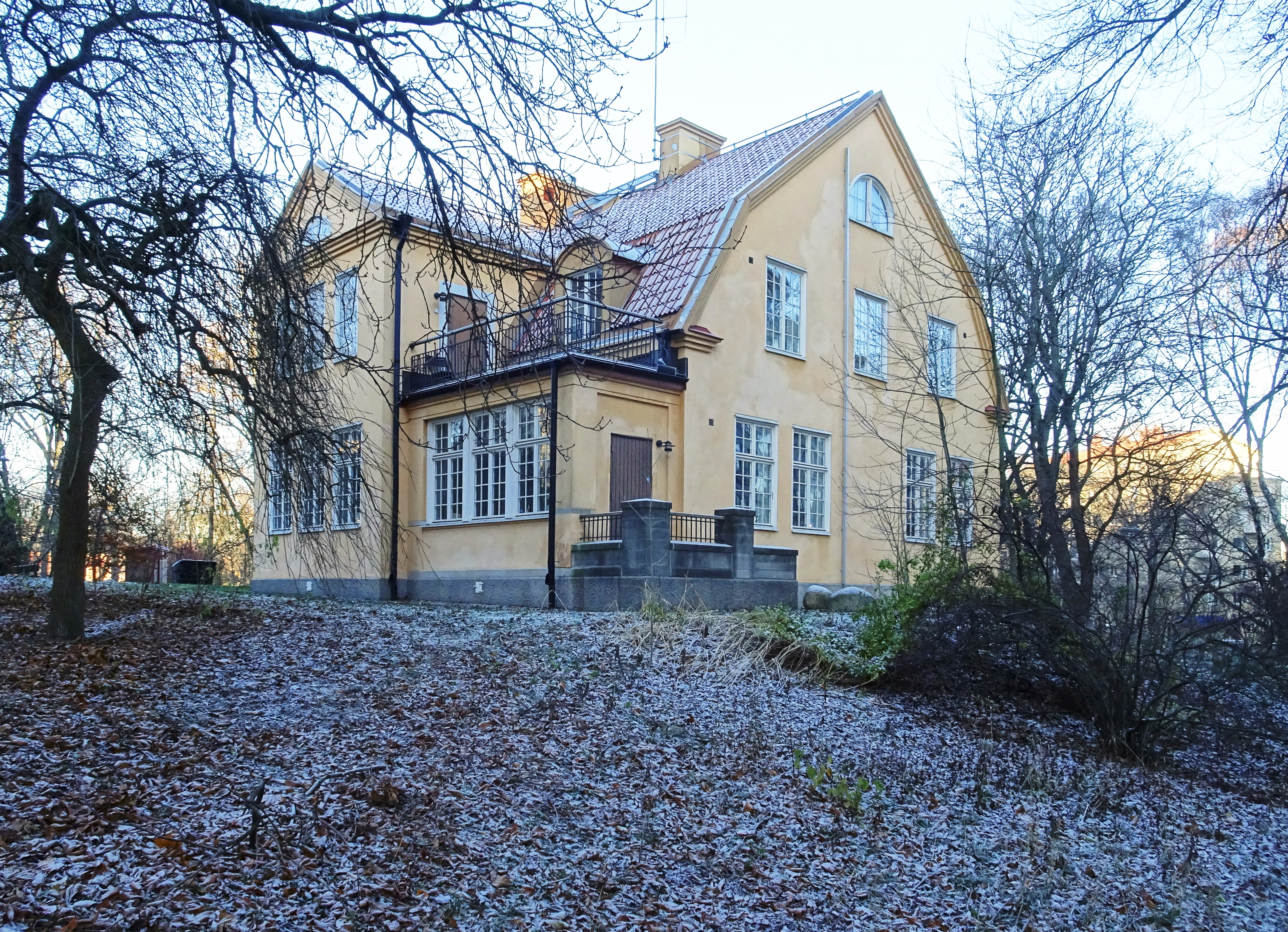
Reggio Emilia Institutet, 2018.

Taffelberget 7 (även kallat Konradsbergs Intendentsvilla) är en fastighet vid Gjörwellsgatan 18 på Kungsholmen i Stockholm. Byggnaden uppfördes 1914–1915 efter ritningar av arkitekt Ture Stenberg som bostad för intendenten vid Konradsbergs mentalsjukhus. Huset är en av byggnaderna på Campus Konradsberg. Sedan 1992 har Reggio Emilia Institutet sitt Stockholmskontor här.

## Historik

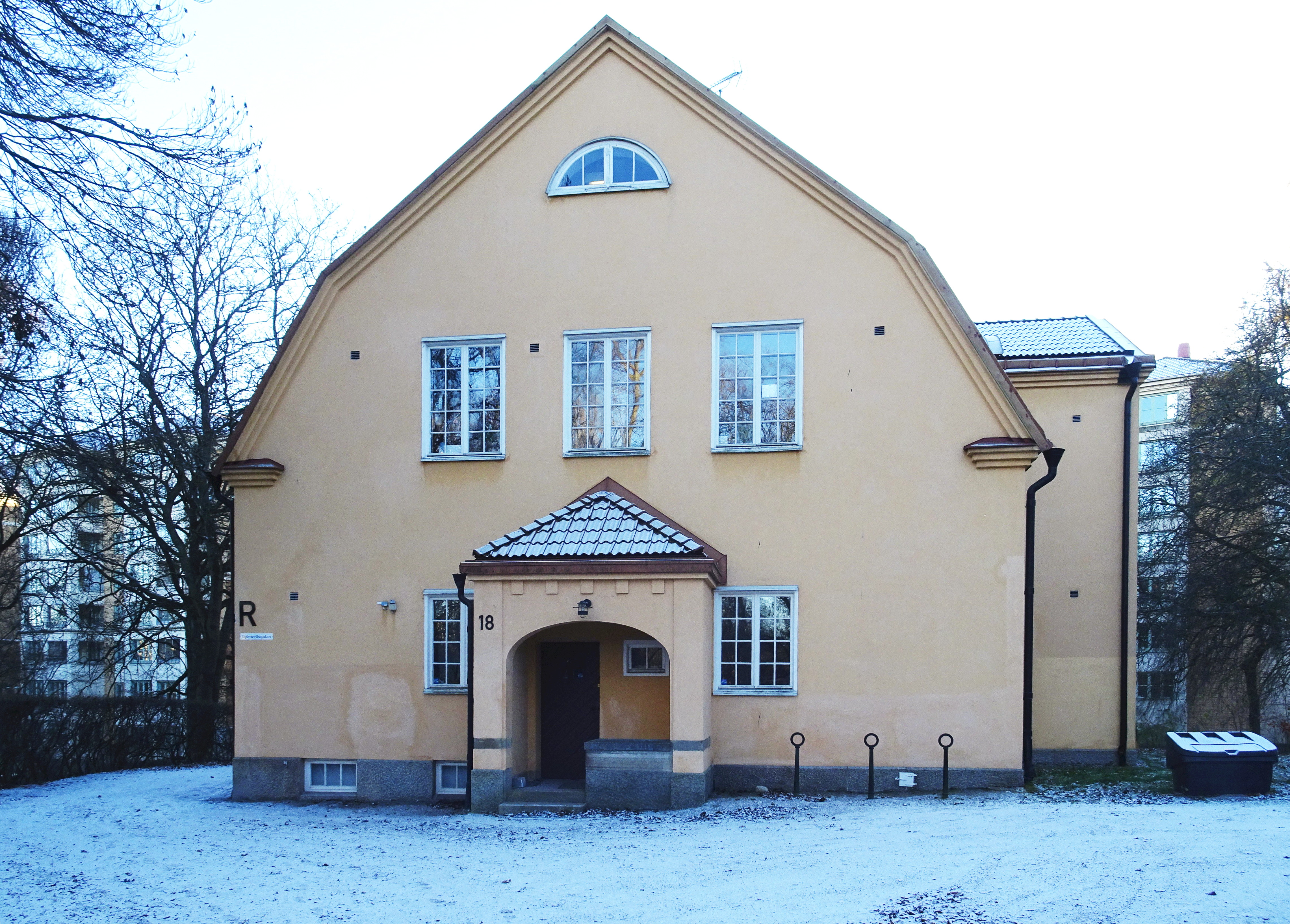
Norra fasaden med köksingången.

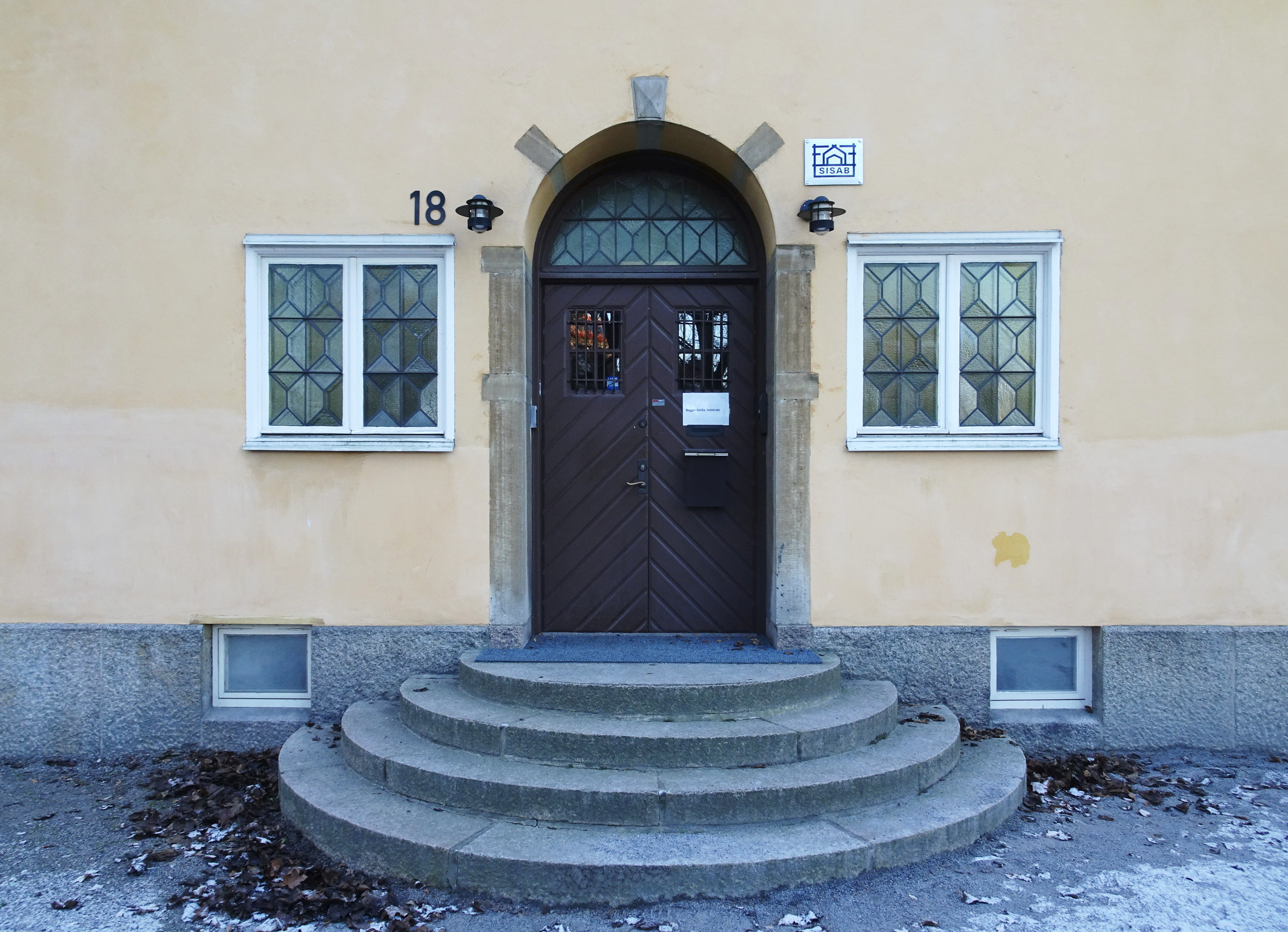
Huvudentrén.

Intendentsvillan står i en sluttning knappt 100 meter sydost om Konradsbergs huvudbyggnad. Den färdigställdes 1915 och var avsedd som bostad för överläkaren vid Konradsbergs mentalsjukhus. Mellan 1915 och 1941 bodde två överläkare i villan: professor Bror Gadelius och professor Viktor Wigert. 1946 blev villan bostad för sjukhusets intendenter. Intendenten disponerade bottenvåningen medan övervåningen beboddes av några sjuksköterskor. 
Huset är en 1½ vånings putsad tegelbyggnad under ett högt, brutet sadeltak. Samtliga fönster är småspröjsade, på vinden och i tympanonfälten märks halvrunda lunettfönster. På bottenvåningen fanns hall med trappa, salong, herrum, loggia, kök med serveringsrum, matsal och jungfrukammare. På övervåningen låg tre sovrum, vardagsrum och jungfrukammare. På vinden fanns ytterligare ett rum och i källaren låg pannrum och olika förråds- och förvaringsutrymmen. 
Huvudentrén anordnades på östra långsidan. Portalomfattningen är utförd i sandsten och flankeras av två blyinfattade fönster. Över den märks en frontespis med tre fönster. På norra gaveln placerades köksentrén som ligger skyddad i den delvis öppen förstukvist. Västra fasaden accentueras av en risalit och en balkong över loggian.

## Husets vidare öden
Den gamla intendentvillan byggdes 1989 om till idé- och aktivitetshus för sjukhuset och 1992 flyttade Reggio Emilia Institutet in. Fastigheten ägs och förvaltas av SISAB och är grönmärkt av Stadsmuseet i Stockholm vilket innebär ”särskilt värdefull från historisk, kulturhistorisk, miljömässig eller konstnärlig synpunkt”. Byggnaden ligger på Campus Konradsberg och betecknas som "Hus R" (Hus Rousseau). Husen på Campus är namngivna efter kända psykologer, pedagoger och filosofer.